# Iran na Letnich Igrzyskach Olimpijskich 1996
Iran na Letnich Igrzyskach Olimpijskich 1996 reprezentowało 18 zawodników (17 mężczyzn, 1 kobieta) w 6 dyscyplinach. Był to 12 start reprezentacji Iranu na letnich igrzyskach olimpijskich.

## Zdobyte medale
| Medal  | Zawodnik                 | Dyscyplina | Konkurencja                        | Rezultat                                                   |
| ------ | ------------------------ | ---------- | ---------------------------------- | ---------------------------------------------------------- |
| Złoto  | Rasoul Khadem Azgadhi    | Zapasy     | styl wolny waga do 90 kg mężczyzn  | w finałowej walce pokonał Rosjanina Macharbieka Chadarcewa |
| Srebro | Abbas Jadidi             | Zapasy     | styl wolny waga do 100 kg mężczyzn | w finałowej walce przegrał z Amerykaninem Kurtem Angle     |
| Brąz   | Amir Reza Khadem Azgadhi | Zapasy     | styl wolny waga do 82 kg mężczyzn  | w walce o brązowy medal pokonał Turka Sebahattina Öztürka  |

## Skład kadry

### Boks
Mężczyźni
- Babak Moghimi waga lekkopółśrednia do 63,5 kg – 6. miejsce,
- Korosh Malaie Saefid Dashti waga średnia do 75 kg – 17. miejsce,
- Ayoub Pourtaghi Ghoushchi waga półciężka do 81 kg – 17. miejsce,
- Mohamed Reza Samadi waga superciężka powyżej 91 kg – 17. miejsce,

### Judo
Mężczyźni
- Amir Ghomi – waga do 71 kg – 9. miejsce,

### Lekkoatletyka
Mężczyźni
- Sayed Hamid Sajjadi – bieg na 10 000 m – odpadł w eliminacjach,

### Pływanie
Mężczyźni
- Hamid Reza Khani – 1500 m stylem dowolnym – 33. miejsce,

### Strzelectwo
Kobiety
- Lida Fariman – karabin pneumatyczny 10 m – 46. miejsce,

### Zapasy
Mężczyźni
- Ahad Pazach – styl klasyczny waga do 62 kg – 11. miejsce,
- Gholam Reza Mohammadi – styl wolny waga do 52 kg – 5. miejsce,
- Mohammad Talaei – styl wolny waga do 57 kg – 6. miejsce,
- Abbas Haj Kenari – styl wolny waga do 62 kg – 19. miejsce,
- Akbar Fallah – styl wolny waga do 68 kg – 10. miejsce,
- Eisa Momeni – styl wolny waga do 74 kg – 16. miejsce,
- Amir Reza Khadem Azgadhi – styl wolny waga do 82 kg – 3. miejsce,
- Rasoul Khadem Azgadhi – styl wolny waga do 90 kg – 1. miejsce,
- Abbas Jadidi – styl wolny waga do 100 kg – 2. miejsce,
- Ibrahim Mehraban – styl wolny waga do 130 kg – 12. miejsce,